# بركة (فلم)
بركة هو فيلم وثائقي أمريكي غير سردي ‏ أُنتج سنة  1992 وأخرجه رون فرك . و يُقارن هذا الفيلم غالبا بفيلم كويانيسكاتسي  ، وهو أول فيلم ضمن ثلاثية «كاتسي» للمخرج جودفري ريجيو ريجيو ، حيث عمل فريك مديرا للتصوير فيه، وصُوِّر فيلم «بركة» بتقنية  تود-إيه-أو بقياس 70 ملم ، ويُعد أول فيلم في تاريخ السينما يُستعاد ويُرقّمن بدقة 8 كِـي.

## المحتوى
باراكا هو فيلم وثائقي خال من السرد أو التعليق الصوتي، ويستكشف ثيمات مختلفة عبر تجميع لقطات لظواهر طبيعية  وتجليات الحياة والأنشطة البشرية والظواهر التكنولوجية التي صُوِّرت في 24 دولة عبر ست قارات وعلى مدار فترة استغرقت 14 شهرا.
استُمدّ اسم الفيلم من المفهوم الإسلامي "البركة الذي يعني النماءَ أو الخير الوفير " كما يرتبط بالكلمة العبرية "باروخ" ، الذي يُحيل إلى معاني الجوهر أو النفس أو النسمة الروحية 
يُمثِّل هذا الفيلم العمل التالي لرون فريك بعد فيلم Koyaanisqatsi  لجودفري ريجيو  الذي كان فيلما وثائقيا غير حواري و الذي عمل فيه  فريك مدير تصوير و متعاونا أساسيا في فيلم ريجيو، و في فيلم  لباراكا انطلق منفردا  يصقل  و يوسع  تقنيات التصوير الفوتوغرافي التي استخدمها في فيلم كويانيسكاتسي . صُوّر الفيلم  بكاميرا 70 ملمتر ‏، و تضمن  مزيجًا من الأساليب التصويرية بما في ذلك التصويربالحركة البطيئة ‏ والتصوير الزمني المتسارع  ، ولتحقيق ذلك تم استخدام نظامين للكاميرا. نظام  تود.إيه.أو لالتقاط المشاهد بالإطارات التقليدية ، فيما تطلّبت لقطات الزمن المتسارع ابتكار كاميرا خاصة جمع فيها فريك بين التصوير الزمني المتسارع وحركات محسوبة بدقة فائقة 

### إفريقيا
- مصر: القاهرة ؛ مدينة الموتى ؛ مجمع أهرامات الجيزة ؛ معبد الكرنك ، الأقصر ؛ الرامسيوم
- كينيا: بحيرة ماجادي ؛ مارا كيشوان تيمبو مانياتا؛ مارا ريانتا مانياتا؛ ماساي مارا
- تنزانيا: بحيرة النطرون

### الولايات المتحدة الأمريكية
- أريزونا: أمريكان إكسبريس ، فينيكس ؛ نصب كانيون دي شيلي الوطني ، تشينلي ؛ قاعدة ديفيس-مونثان الجوية ، توسان ؛ منجم بيبودي للفحم، بلاك ميسا ؛ فينيكس
- كاليفورنيا: بيج سور ؛ لوس أنجلوس ؛ سانتا كروز (مشاهد مزرعة الدجاج) [7]
- كولورادو: حديقة ميسا فيردي الوطنية
- هاواي: حديقة هاليكالا الوطنية ، ماوي ؛ كونا; ، حديقة براكين هاواي الوطنية
- نيويورك: مبنى إمباير ستيت ، مانهاتن ، مدينة نيويورك ؛ محطة غراند سنترال ، مانهاتن، مدينة نيويورك؛ مبنى هيلمسلي ، مانهاتن، مدينة نيويورك؛ مبنى ماكجرو هيل ، مانهاتن، مدينة نيويورك؛ مركز التجارة العالمي ، مانهاتن، مدينة نيويورك؛ منشأة جرين هافن الإصلاحية ، بيكمان، نيويورك ؛ ستورمفيل، نيويورك
- يوتا: منتزه آرتشيز الوطني، موآب؛ منتزه كانيونلاندز الوطني، موآب
- آخرون: شيبروك ، نيو مكسيكو؛ البيت الأبيض، واشنطن العاصمة

### أمريكا الجنوبية
- الأرجنتين: شلالات إجوازو ، ميسيونس
- البرازيل: محمية كاراخاس للحيوانات ، بارا ؛ شلالات إجوازو، بارانا; إيبانيما, فافيلا دا روسينها، ريو دي جانيرو; قرية كايابو ، بارا؛ بورتو فيلهو، روندونيا; ريبريسا صموئيل, روندونيا; ريو بريتو، ميناس جيرايس; مدينة ساو باولو ، ولاية ساو باولو
- الإكوادور: باريو ماباسينجو ، غواياكيل ؛ سيمنتيريو سيوداد بلانكا;[8] جزر غالاباغوس; غواياكيل

### آسيا
- كمبوديا: أنغكور توم ؛ أنغكور وات; أنغكور; بايون; بنوم بنه; برياه خان ؛ سييم ريب; تا بروهم; بوابة تونلي أوم; متحف تول سلينغ ؛ حقول القتل سونسام كوسال
- الصين: بكين؛ قاعة الشعب الكبرى؛ ساحة تيانانمن؛ قويلين ؛ نهر لي، تشين شي هوانغ؛ شيآن
- هونغ كونغ: مدينة كولون المسورة ، كولون
- الهند: كلكتا ، البنغال الغربية ؛ تشيناي، تاميل نادو; نهر الجانج ؛ غاتس; معبد كايلاشناث، فاراناسي; المتحف الوطني الهندي ، نيودلهي ؛ معبد فارادهاراجا ، فاراناسي
- إندونيسيا: بوروبودور؛ جافا؛ كاندي ناندي; كاندي برامبانان; مصنع جودانج جارام للسجائر؛ قصر كاسونانان ؛ سوراكارتا; مسجد الاستقلال, جاكرتا; كديري ؛ تابانان ؛ بالي; مانكان بادي; وادي جبل برومو ؛ تامباك سيرينج ؛ تيجالالانج ؛ معبد جونونج كاوي ؛ أولواتو
- إيران: مسجد الإمام ؛ ضريح الإمام الرضا ، مشهد ؛ أصفهان; برسبوليس; شاه شيراج; شيراز
- اليابان: فندق Green Plaza Capsule ؛ معبد هوكي جي ؛ مصنع جي في سي يوكوسوكا؛ كيوتو; ضريح ميجي ؛ ناغانو سبرينغز; نارا; نيتاكو ؛ معبد ريوان-جي ؛ معبد سانغو-جي ؛ محطة شينجوكو; طوكيو; مخرج هاتشيكو، محطة شيبويا ؛ توموي شيزونج وهاكوتوبو ؛ يامانوتشي, ناغانو; معبد زوجو-جي
- إسرائيل: كنيسة القيامة ؛ الحائط الغربي
- الكويت: الأحمدي ؛ حقل برقان؛ طريق الجهراء، سلسلة جبال متلا (قام فاروق عبد العزيز بالبحث وإنتاج هذا المقطع)
- نيبال: بهاكتابور ؛ بودهاناث; ميدان دوربار, كاتماندو; هانومان غات ؛ جبال الهيمالايا ؛ جبل إيفرست ؛ جبل ثامسيركو ؛ باسوباتي; سوايامبو
- المملكة العربية السعودية: مكة المكرمة
- تايلاند: مقاطعة أيوثايا ؛ بانج با-إن ؛ بانكوك ؛ مصنع NMB؛ باتبونج ؛ سوي كاوبوي ؛ وات أرون ؛ وات سوثات
- تركيا: معبد غلاطة المولوي

### أوقيانوسيا
- أستراليا: جزيرة باثورست ؛ كوكيندا ؛ شلالات جيم جيم ؛ منتزه كاكادو الوطني ؛ وادي كونواردي هواردي ؛ أولورو

### أوروبا
- بولندا: أوشفيتشيم ( معسكر اعتقال أوشفيتز الألماني)؛ Sztutowo ( معسكر اعتقال شتوتهوف الألماني)؛ بيتوم
- فرنسا: كاتدرائية شارتر ؛ نوتردام دي ريمس
- مدينة الفاتيكان: كنيسة القديس بطرس
- تركيا: آيا صوفيا ، إسطنبول

## روابط خارجية
- الموقع الرسمي
- بركة في روح بركة